# Knoxville, Georgia
Knoxville är administrativ huvudort i Crawford County i Georgia. Orten fick sitt namn efter Henry Knox. År 1825 fick Knoxville status som kommun som fråntogs år 1995 på grund av bristen av kommunala tjänster.

## Kända personer från Knoxville
- John Pemberton, apotekare